# Štiavnička
Štiavnička je obec na Slovensku v okrese Ružomberok. V roce 2017 zde žilo 800 obyvatel. První písemná zmínka o obci s názvem Kysstzewnycza pochází z roku 1505. V obci je moderní římskokatolický kostel Svaté rodiny.

## Geografie
Obec leží v západní části Podtatranské kotliny, při vyústění potoka Štiavnička do Váhu. Centrum Štiavničky leží v nadmořské výšce 513 m a je asi pět kilometrů vzdáleno od Ružomberka.
Sousedními sídly jsou Ružomberok na západě, Lisková na severu a severozápadě, Liptovská Štiavnica na jihovýchodě a východě a obec Ludrová na jihozápadě.